# Fonte de lava

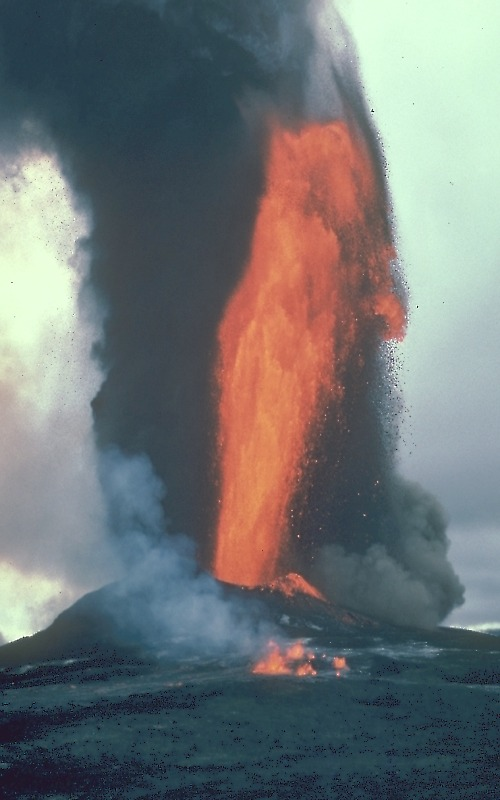
Jorro de lava de 450 m de altura no vulcão Kilauea.

Fonte de lava é a designação dada em vulcanologia às formas de erupção caracterizadas pela presença de um jacto de lava ejectado por uma cratera, uma boca eruptiva ou uma fissura vulcânica, mas sem que se produza uma erupção explosiva. As fontes de lava podem alcançar alturas de até 500 metros, sendo em geral produzidas em séries de curta duração, embora por vezes ocorram jorros contínuos de lava. Em geral ocorrem associadas a erupções estrombolianas e hawainas.

## Galeria

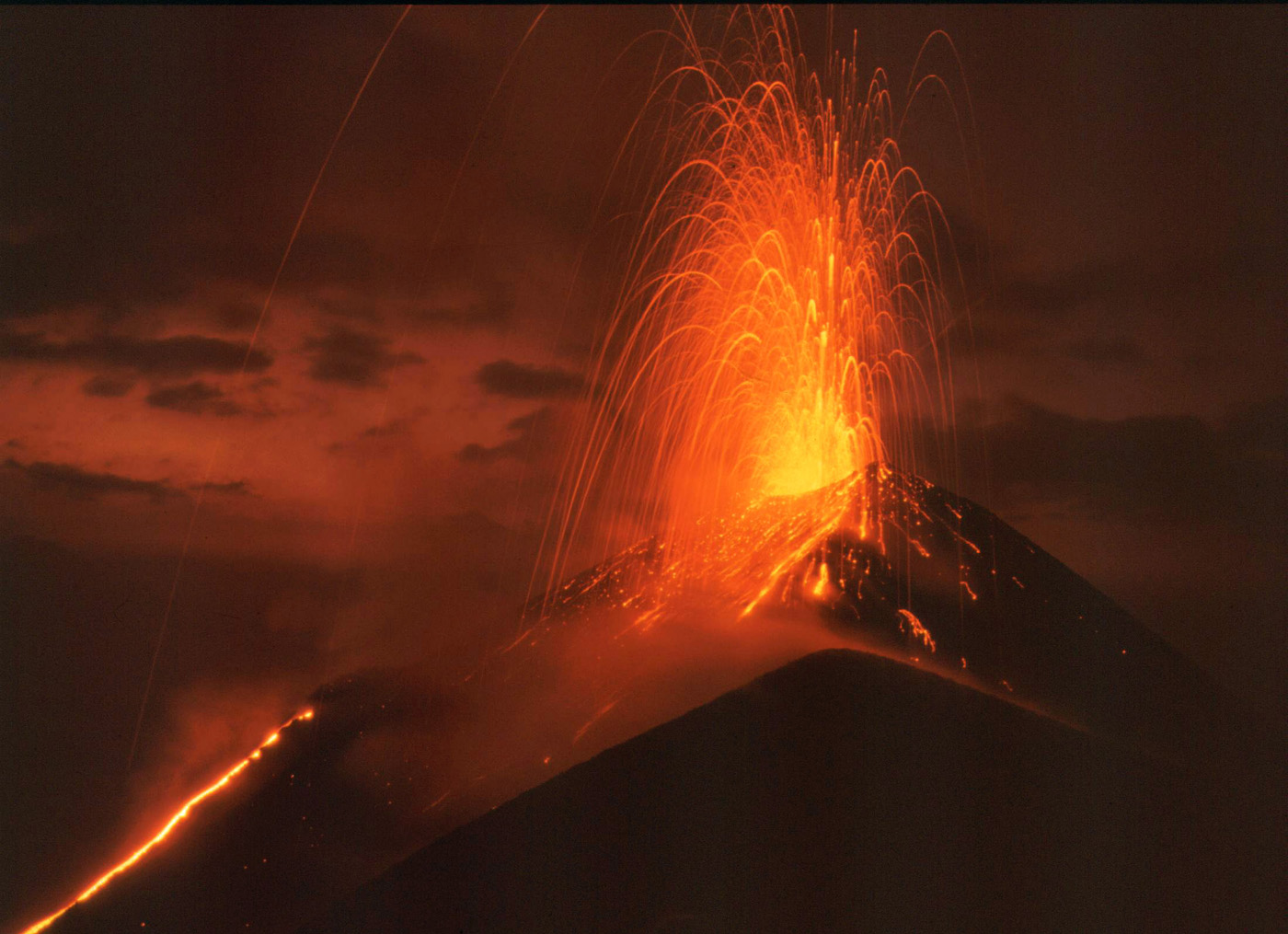
Fonte em forma de pluma na parte superior do Vulcão de Pacaya, Guatemala.
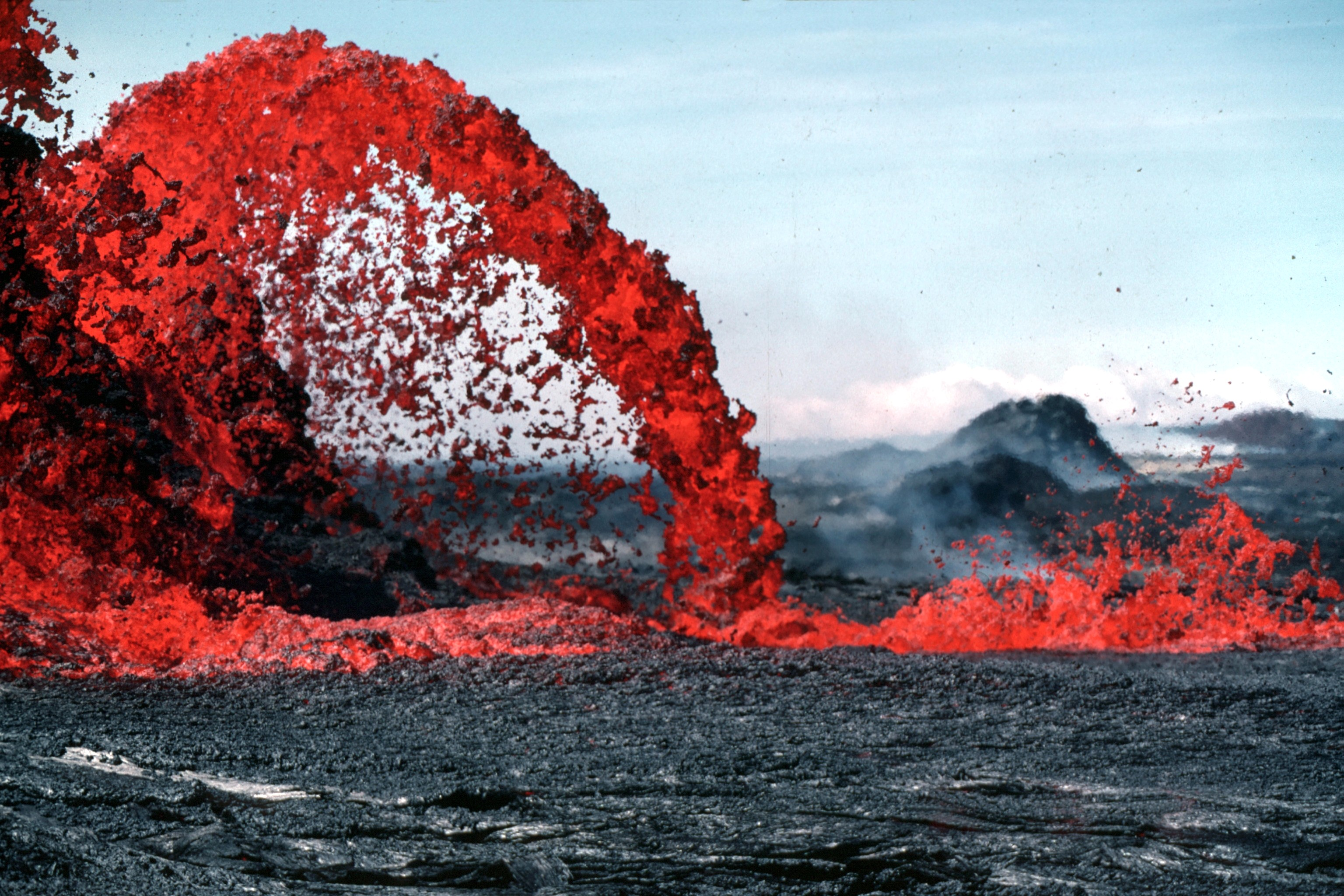
Fonte de lava de fluxo contínuo, com cerca de 10 m de altura, em Pu‘u Kahaualea, Hawaii.
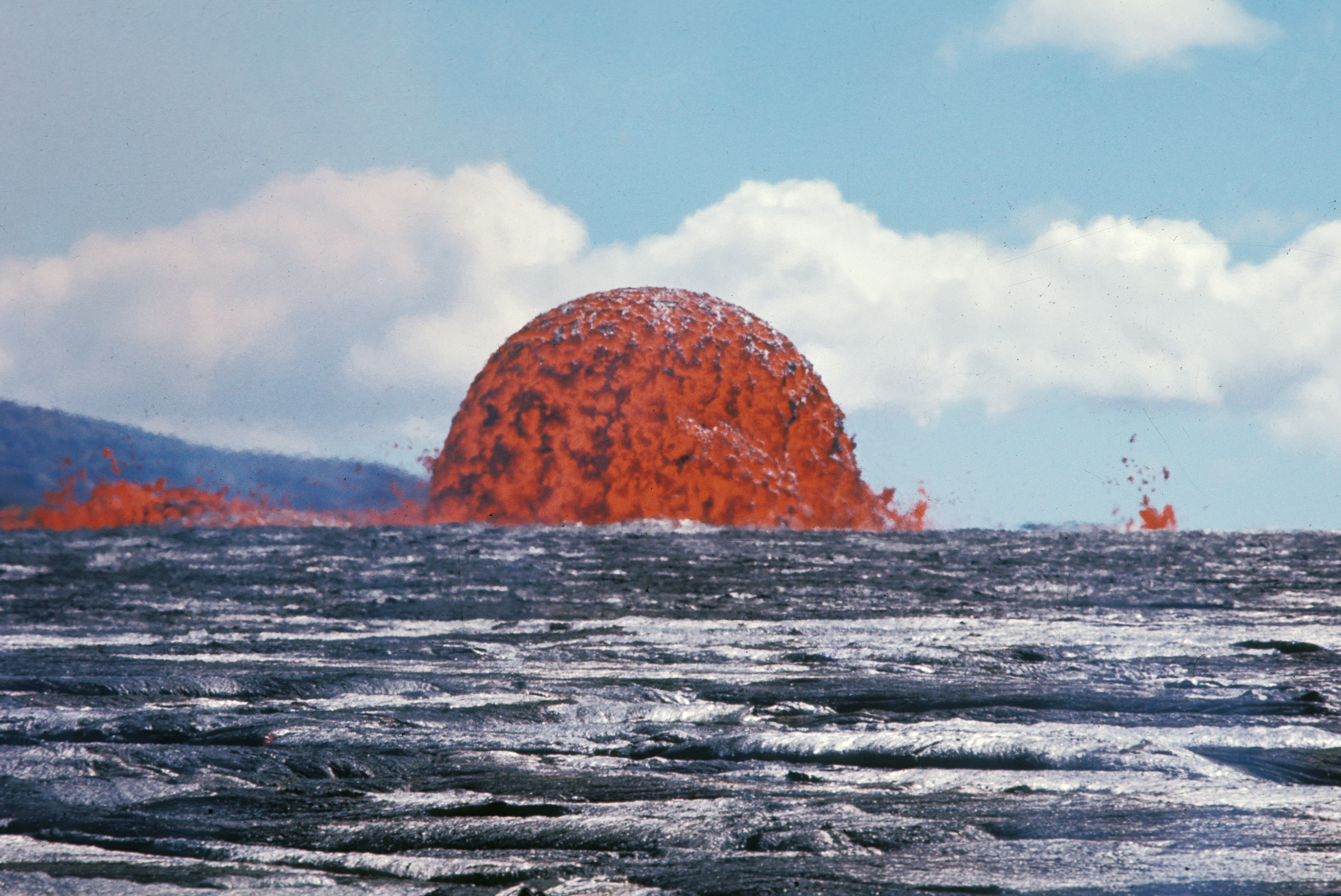
Fonte de lava em forma de domo, com cerca de 20 m de altura, em Mauna Ulu em 1969, Hawaii.